# 1948: تاريخ الحرب العربية الإسرائيلية الأولى
1948: تاريخ الحرب العربية الإسرائيلية الأولى كتاب نشرته مطبعة جامعة يال سنة 2008 للميلاد من تأليف المؤرخ الإسرائيلي بِنِي مُورِيس، واحدٍ من أبرز «المؤرخين الجدد».
يعرض الكتاب تفاصيل حرب فلسطين 1947–1949 من منظور عسكري في المقام الأول، على الرغم من الخوض في العديد من القضايا الثقافية والسياسية والاجتماعية المعقدة المعنية. يتم التطرق إلى تهجير الفلسطينيين وفرارهم من مناطق مختلفة عام 1948، بالإضافة إلى الصراع العربي الإسرائيلي الأخير، في سياق القتال الأولي. يصف موريس صراعا متعدد الأوجه تحدث فيه العديد من جرائم الحرب، وقد ارتكبت القوات اليهودية العديد منها على الرغم من الاعتذارات اللاحقة التي حاولت التقليل من مثل هذه الأحداث. يكتب: "في الحقيقة... ارتكب اليهود فظائع أكثر بكثير من العرب وقتلوا عددا أكبر بكثير من المدنيين وأسرى الحرب في أعمال وحشية متعمدة خلال عام 1948".